# Montouliers
Montouliers település Franciaországban, Hérault megyében. Lakosainak száma 232 fő (2022. január 1.). Montouliers Argeliers, Bize-Minervois és Cruzy községekkel határos.

## Népesség
A település népességének változása:
| Lakosok száma | 241  | 187  | 186  | 219  | 249  | 237  | 212  | 213  | 211  | 232  |
|               | 1968 | 1982 | 1990 | 2006 | 2013 | 2015 | 2017 | 2019 | 2020 | 2022 |